# Lieue (lengtemaat)

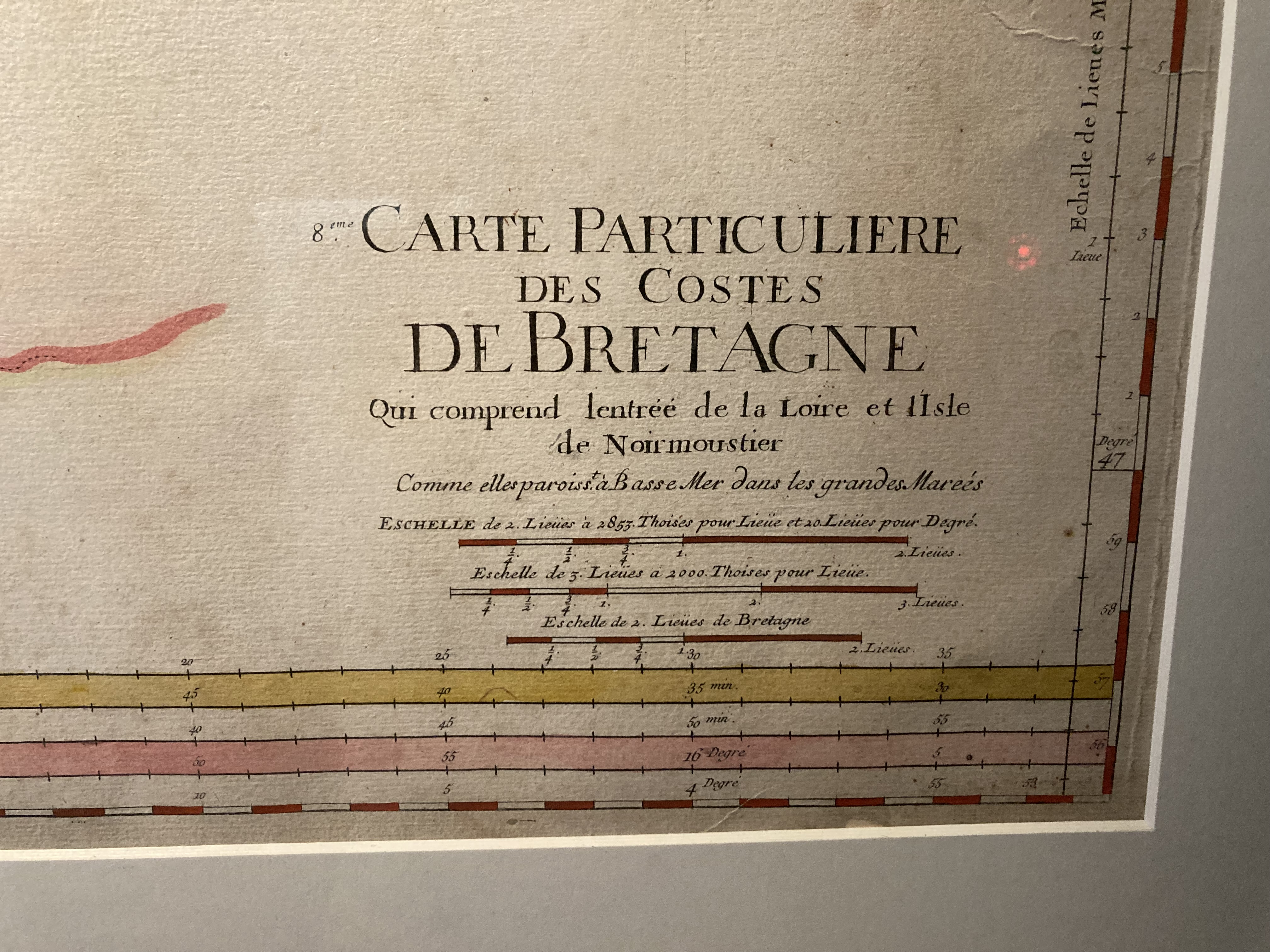
De legende van de 8e kaart van de kusten van Bretagne van Denis de La Voye (1773) vermeldt tegelijkertijd verschillende afstanden voor één lieue (Kasteel van de hertogen van Bretagne, Nantes).

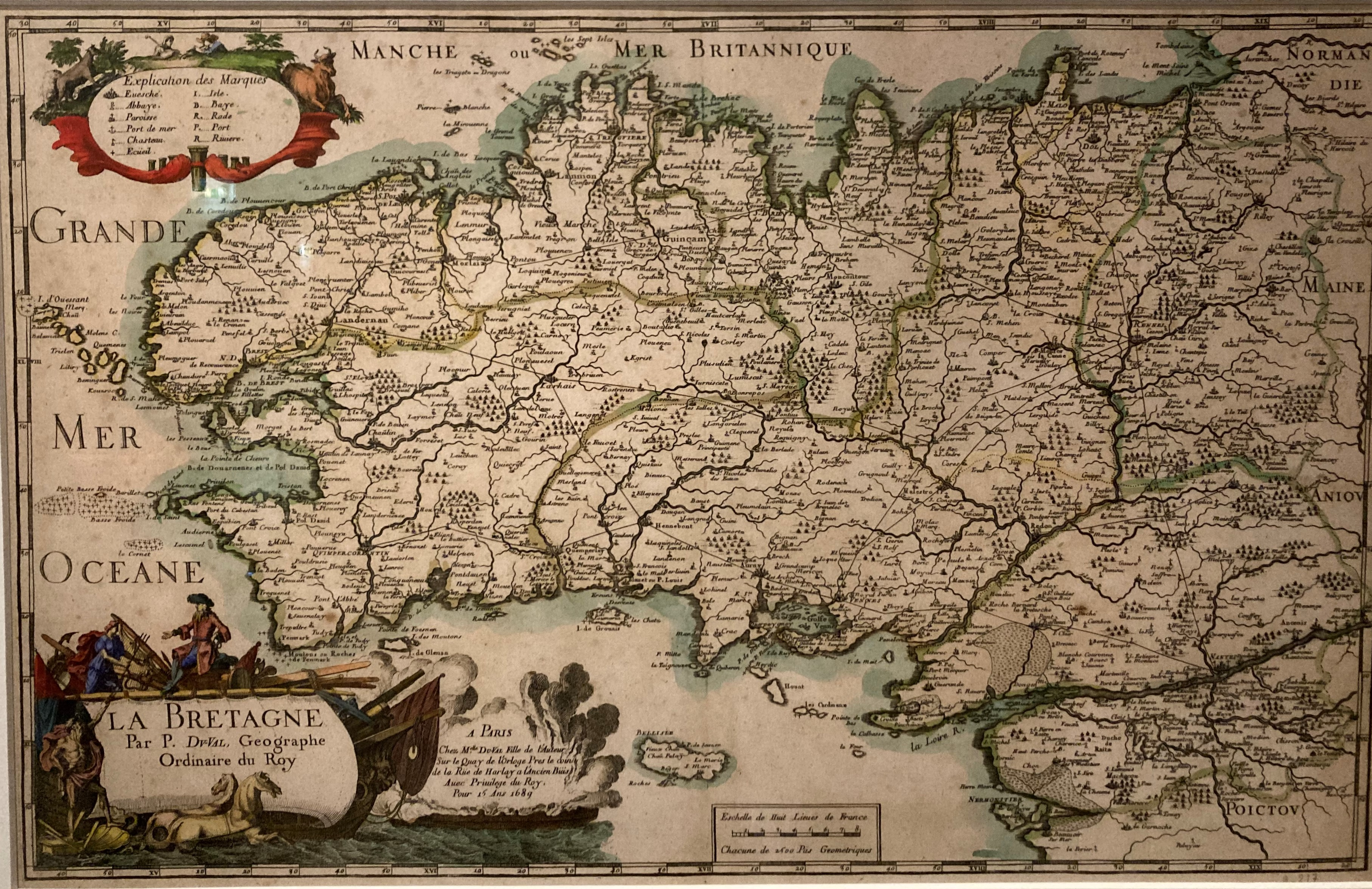
De legende van deze kaart uit 1689 vermeldt centraal beneden een schaal van acht lieues (Pierre Duval, Kasteel van de hertogen van Bretagne, Nantes)

Een lieue is een oude lengtemaat die in Europa  werd gebruikt en oorspronkelijk gebaseerd was op de afstand die een persoon te voet of te paard in één uur kon afleggen. De definitie ervan varieert van plaats tot plaats en van tijdsperiode tot tijdsperiode. Het komt voor in lijsten reislengtes (van het ene lieue naar een andere lieue). 
Het woord/begrip vindt zijn oorsprong in Gallië , werd door de Romeinen (leuga) overgenomen, om te blijven bestaan tot aan de Franse Revolutie, waarna men het gebruik van de meter als lengte-eenheid doorvoerde tussen 1790 en 1799.
In Duitsland en Nederland komt de lieue overeen met  een mijl. In Frankrijk en Engeland zijn dat twee verschillende begrippen.

## Oorsprong
Het vroegste document dat bewaard is gebleven waarin de gallische vorm van lieue in voorkomt is de Tabula Peutingeriana  (3e-4e eeuw), een schematische kaart met reisafstanden tussen verschillende plaatsen.
Voor de komst van Julius Caesar gebruikten de Galliers het woord leck, wat steen betekent. De plaatsen werden gemarkeerd met stenen (denk aan grensstenen).

## Frankrijk
De gewone lieue (lieue commune de France of lieue géographique) is  1/25ste  van een graad van de landomtrek aan de evenaar: 40 008,240 km / 360° / 25 =  4444,5  m.
Lieue de pays is een lieue die verschilt naargelang de gewoonten van deze of gene streek.  
Na de Franse Revolutie wilde men de lokale eenheden verbinden met de meter uit het metrische stelsel. De 'metrische' lieue werd daarom vastgelegd op 4000 m.  

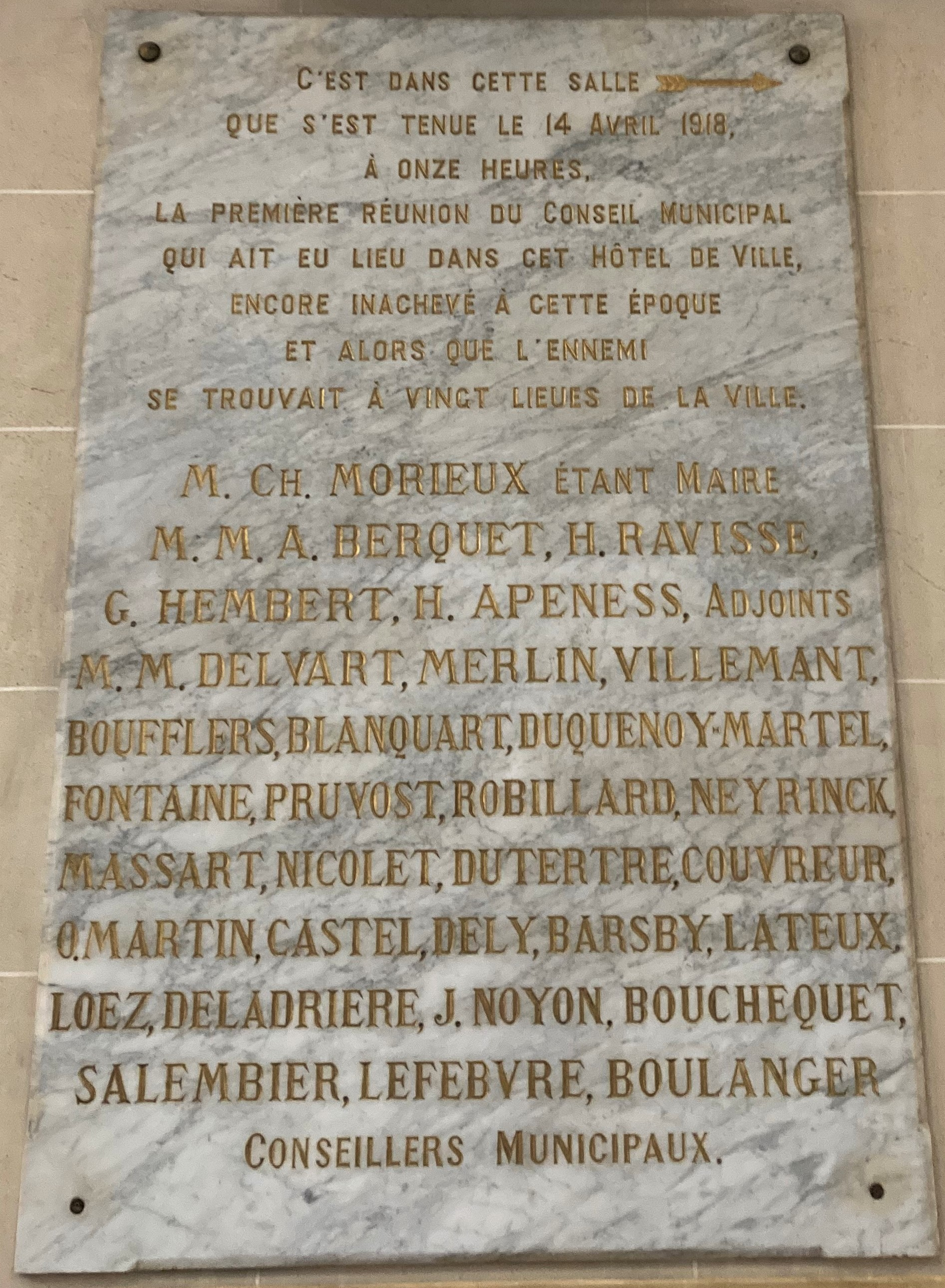
Marmeren gedenkplaat van de eerste gemeenteraad van Calais na de bevrijding in 1918, met een vermelding van de term 'lieue' als afstandmaat. (inkomsthal van het gemeentehuis van Calais)

Onder het Ancien Régime waren er verschillende definities in omloop:
|                                                                             |           | T.o.v. een lengtegraad |                   |
| --------------------------------------------------------------------------- | --------- | ---------------------- | ----------------- |
| l'ancienne lieue de Paris                                                   | voor 1674 |                        | 3,248 km          |
| la (nouvelle) lieue de Paris(*)                                             | 1674-1793 |                        | 3,898 km          |
| lieue des Postes                                                            | 1737-1793 |                        | 4,288 km          |
| Lieue de poste                                                              |           |                        | 3,898 km          |
| lieue tarifaire (voor graantransport)                                       | 1797-1793 |                        | 4,678 km          |
| Geromaniseerde Gallische lieue                                              |           |                        | 2,224 km 2,222 km |
| Lieue gauloise                                                              |           |                        | 2,415 km          |
| lieue marine (ook lieue géographique)                                       |           | 1/20                   | 5,555 km          |
| lieue commune of lieue légale lieue de Picardie, de Normandie, de Champagne |           | 1/25                   | 4,444 km          |
| lieue de Provence et de Gascogne                                            |           | 1/(19,5)               | 5,848 km          |
| lieue de Bretagne et d'Anjou                                                |           | 1/24,75                | 4,489 km          |
| lieue de Bourgogne                                                          |           | 1/(21,5)               | 5,121 km          |
| lieue d'une heure                                                           |           |                        | 4,872 km          |
| lieue du Bourbonnais                                                        |           | 1/23                   | 4,830 km          |
| lieue d'Artois                                                              |           | 1/28                   |                   |
| lieue du Maine, du Perche, du Poitou                                        |           | 1/24                   | 3,964 km          |
| lieue de Beauce et de Gâtinois                                              |           | 1/34                   | 3,268 km          |
| lieue de Paris, de Sologne et de Touraine                                   |           | 1/28,25                | 3,933 km          |
| lieue métrique                                                              |           |                        | 4,000 km          |

(*) Deze werd na 1737 ook 'la lieue des Ponts et des Chaussées' genoemd.

## België
De Belgische lieue commune of lieue légale komt overeen met 5000 m.
- Antwerpen: 5736 m
- Brussel: 5515 m
- Mechelen: 5560 m

Lieue van Henegouwen: 5868 m

## Nederland
De Hollandse lieue was gelijk aan 20 000 Amsterdamse 'pieds' of  5662,1 m. In Holland was de officiële lengtemaat de mijl die eraan gelijk gesteld was.

## Zwitserland
Tot in de 19de eeuw werden er in de verschillende Zwitserse regio's  verschillende eenheden gebruikt. In de periode 1838-1876 werd de lengte van een lieue vastgelegd op 4,8 km.

## In de literatuur
- Van waar komt de uitdrukking  'klein duimpje en de zeven mijlslaarzen? De mijl werd in het Nederlands taalgebruik verward met het Franse lieue in het sprookje van Klein Duimpje van Charles Perrault. Het refereert naar de postbedeling per paard in de middeleeuwen, waar het gebruikelijk was om zeven lieues per dag af te leggen.[13] Iemand met zevenmijlslaarsen kan dus enorme afstanden afleggen op korte tijd.
- Jules Verne, Vingt Mille lieues sous les mers, 1870.[14]

- Madame de Sévigné, "Ce qui a rapport à vous de cent lieues loin m'est plus agréable qu'autre chose", 18 fév 1671
- Jean de La Fontaine, "Un vieux renard, mais des plus fins ... Sentant son renard d'une lieue", vijfde Boek, vijfde fabel.
- Gustave Flaubert, "La mairie se trouvant à une demi-lieue de la ferme, ..." , Madame Bovary.